# Ryszard Hermelin

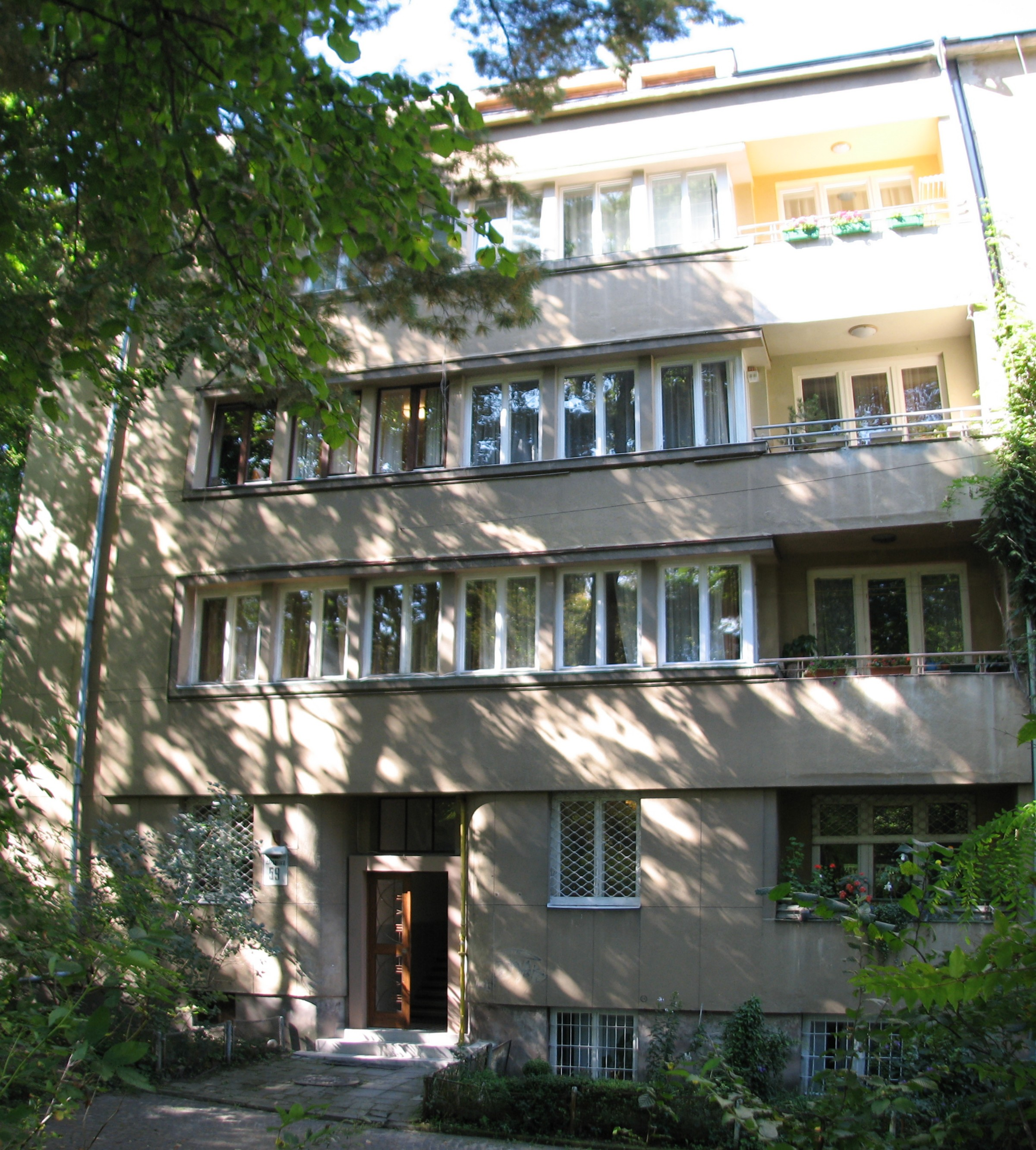
Kamienica przy ulicy Petra Doroszenki 59 (Obrońców Lwowa), Lwów /1934-1937/

Ryszard Hermelin (ur. 2 marca 1903 w Przemyślu, zm. 1942 we Lwowie) – polski architekt.

## Życiorys
Ukończył studia na Wydziale Architektury Politechniki Lwowskiej, w 1935 uzyskał uprawnienia do samodzielnej pracy architekta. Już wówczas pracował w zespole projektującym cztery funkcjonalne kamienice przy ówczesnej ulicy Sykstuskiej. Założył własne biuro architektoniczne, które mieściło się przy ulicy Heleny Modrzejewskiej 11a (Ilji Kokorudza).

## Dorobek architektoniczny
- Przebudowa kina przy ulicy Bogdanówka 2a (Gródecka) /1935/;
- Przebudowa kamienicy przy ulicy Jewhena Konowalca 94 (29 Listopada)(inne języki) /1935-1936/;
- Zespół budynków mieszkalnych przy ulicy Petra Doroszenki 51-53-55-57-59 (Sykstuska, od 1938 Obrońców Lwowa), współautorzy Salomon Keil, Jakub Menker, Henryk Sandig /1934-1937/;
- Kamienica przy ulicy Czernichowskiej 15 (Samuela Głowińskiego) /1937/;
- Projekt sanatorium Kryształowy Pałac w Truskawcu /1937/, realizacja /1939/;
- Kamienice przy ulicy Iwana Rutkowicza 7-7a (Henryka Dąbrowskiego) we Lwowie;
- Dom w stylu funkcjonalizmu dla rodziny Lustmanów przy ulicy Andreja Sacharowa 28 (Wulecka).